# 엘로디 나바르
엘로디 나바르(Élodie Navarre, 1979년 1월 21일 ~ )는 프랑스, 오스트리아의 배우이다.

## 출연 작품
- 파리로 가는 길 (2016)
- 상하이 블루스 (2013)
- 국가적 사건 (2009)
- 내 정원사와의 대화 (2007)
- 라 퐁텐 (2007)
- 당스 아베끄 루이 (2007)
- 모두를 위한 학교 (2006)
- 늑대의 제국 (2005)
- 러브 미 이프 유 데어 (2003)
- 히 러브스 미 (2002)
- 크라임 씬 (2000)